# Skoll (lune)
Pour les articles homonymes, voir Skoll.
Skoll (désignation provisoire S/2006 S 8) est l'une des lunes de Saturne. Sa découverte fut annoncée par David Jewitt, Scott S. Sheppard, Jan Kleyna, et Brian G. Marsden le 26 juin 2006, d'après des observations faites entre le 12 décembre 2004 et le 30 avril 2006.
Elle porte le nom de Sköll, loup géant de la mythologie nordique, fils de Fenrir et frère jumeau de Hati.
Skoll mesure environ 6 kilomètres de diamètre et est en orbite à une distance approximative de 17.6 million de kilomètres. Elle fait le tour de son orbite en 869 jours.